# 田端克至
田端 克至（たばた かつし、1959年 - ）は、日本の経済学者。愛知大学経済学部教授。専門はオープンマクロ経済学、国際金融、金融。

## 経歴
1984年3月高崎経済大学経済学部卒業。1987年早稲田大学大学院経済学研究科経済学修士課程修了。2009年、「国際通貨制度と資本取引の役割」で、千葉大学から博士（経済学）。
1989年社団法人信託協会調査部、1991年大和総研経済調査部、1995年武蔵工業大学人文社会系専任講師、1996年二松學舍大学国際政治経済学部助教授、2003年同大学教授を経て現職。2000年から2001年までニューヨーク州立大学バッファロー校に留学。

## 著書
- 『為替レートと日本の機関投資家の投資行動』（『為替レートの変動と企業行動』八千代出版、2001年）

### 共著編
- 『株価指数先物・オプション』（経済法令研究会、1991年）
- 『金融入門』（昭和堂、1992年）
- 『国際金融市場の現状』（『大和投資資料』、1993年）
- 『アメリカ経済の繁栄は続くのか』（東洋経済新報社、1999年）
- 『現代の金融―世界の中の日本』（第8章及び第9章を担当、昭和堂、2009年）
- 『みんなが知りたい アメリカ経済』（創成社、2020年）